# Choi Si-won
Choi Si-won (hangul: 최시원; hanja: 崔始源; rr: Choe Si-won; MR: Ch'oe Siwŏn; Seul, 10 de fevereiro 1987), mais conhecido apenas como Siwon (hangul: 시원), é um cantor e ator sul-coreano. Ele é mais conhecido como integrante da boy band sul-coreana, Super Junior. Choi foi representante especial do UNICEF Coreia de 2015 a 2019, antes de ser escolhido como embaixador do Escritório Regional da UNICEF na Ásia Oriental e Pacífico em novembro de 2019.
Além de ser membro do Super Junior, Choi também se aventurou em atividades solo, principalmente na atuação. Ele desempenhou papéis principais nos dramas coreanos Oh! My Lady (2010), Poseidon (2011), Revolutionary Love (2017), My Fellow Citizens! (2019), e Love Is for Suckers (2022) bem como os papéis coadjuvantes em Athena: Goddess of War (2010), The King of Dramas (2012), She Was Pretty (2015), e Bloodhounds (2023). Choi também apareceu em filmes chineses, notadamente Helios, To the Fore e Dragon Blade.

## Início da vida
Choi nasceu em Seul, Coreia do Sul, em 7 de abril de 1986. Ele também tem uma irmã mais nova, Ji-won. Seu pai era o ex-CEO da Boryung Medicine, uma empresa farmacêutica.

## Carreira
Choi foi procurado por um agente de talentos da SM Entertainment quando tinha 16 anos, enquanto esperava por amigos na frente de sua escola. O agente o recomendou fazer um teste para o Starlight Casting System da empresa. Ele fez o teste sem o consetiumento de seus pais; eles foram notificados somente depois que ele passou nas audições. Embora seus pais tenham permitido que ele assinasse um contrato com a SM Entertainment, eles não lhe deram nenhum tipo de ajuda porque queriam que ele assumisse a responsabilidade por suas ações.
Mais tarde, ele se mudou para um dormitório com outros trainees e teve aulas nas áreas de canto, atuação, dança e também idiomas. Ele apareceu em um videoclipe da artista Dana, do The Grace, enquanto estava sendo treinado como cantor solo em 2003. Um ano depois, Choi fez uma breve aparição no drama Precious Family, e novamente em 2005 no drama de comédia romântica da KBS, Eighteen, Twenty-Nine, no papel de Kang Bong-man jovem, enquanto em 2006 ele interpretou Park Sang-woo, personagem coadjuvante no melodrama romântico Spring Waltz.

### Estreia com Super Junior e Super Junior-M
Não muito depois da primeira aparição de Choi na televisão, a SM Entertainment divulgou um anúncio de que ele estrearia como um dos doze membros de uma boy band. Poucos meses antes da estreia do Super Junior 05, Choi fez sua primeira aparição na mídia, junto com seu colega de banda Han Geng, como um dos modelos de desfile organizado pelo estilista Choi Bum Suk.
Choi estreou como parte do grupo de 12 membros, Super Junior 05 em 6 de novembro de 2005, no programa musical da SBS, Popular Songs, apresentando seu primeiro single, "Twins (Knock Out)". Seu álbum de estreia, Twins, foi lançado um mês depois, em 5 de dezembro de 2005, e ficou em terceiro lugar nas paradas mensais de álbuns de K-pop do MIAK.
Em março de 2006, a SM Entertainment começou a recrutar novos membros para a próxima geração do Super Junior. Porém, os planos mudaram e a empresa declarou a suspensão da formação das futuras gerações do Super Junior. Após a adição do décimo terceiro membro, Kyuhyun, o grupo abandonou o sufixo '05' e foi oficialmente creditado como Super Junior. O primeiro single do grupo, "U", foi lançado em 7 de junho de 2006, single de maior sucesso até o lançamento de "Sorry, Sorry" em março de 2009, o que os ajudou a alcançar sucesso internacional.
Em abril de 2008, Choi foi colocado no subgrupo Super Junior-M, de sete cantores, onde seria uma banda de mandopop do Super Junior que iria se aventurar na mercado chinês. Eles estrearam na China no 8º Annual Music Chart Awards, simultaneamente com o lançamento de seu primeiro videoclipe, "U", em 8 de abril de 2008. Isso foi seguido pelo lançamento do primeiro álbum de estúdio em chinês, "Me", em províncias selecionadas na China, em 23 de abril, e 2 de maio em Taiwan.
Em 5 de julho de 2023, o Super Junior-LSS, uma subunidade do Super Junior composta por Choi, Leeteuk e Shindong, estreou com seu primeiro single japonês "Shatta Shimero" (シャッタ閉めろ). O trio mais tarde fez sua estreia oficial na Coreia em 22 de janeiro de 2024 com o single "Suit Up".

### Empreendimentos solo
Em 2006, Choi foi escalado para o filme épico de Hong Kong, A Battle of Wits, no papel de Príncipe Liang. Esse filme marcou sua estreia no cinema. Choi recebeu elogios de sua co-estrela Andy Lau, que afirmou que Choi é um bom exemplo para os atores de Hong Kong.
Em 2007, Choi estrelou em Attack on the Pin-Up Boys junto com outros membros do Super Junior. No mesmo ano, ele foi escalado para a minissérie de dois episódios da MBC, Legend of Hyang Dan.
Após um hiato de três anos, Choi voltou às séries de TV com a comédia romântica da SBS, Oh! My Lady. No mesmo ano, ele estrelou a série de espionagem, Athena: Goddess of War, um spin-off do drama de sucesso de 2009, Iris. Ele interpreta um analista de dados e agente de elite novato.
Em 2011, Choi foi a protagonista do drama de ação da KBS, Poseidon. No mesmo ano, ele estrelou em Skip Beat!, seu primeiro drama taiwanês, junto de Ivy Chen e seu colega de banda Donghae. A série é uma adaptação do mangá shōjo japonês intitulado Skip Beat!, escrita pela mangaká Yoshiki Nakamura.
Em 2012, Choi estrelou a comédia dramática da SBS, The King of Dramas, centrada em torna da produção televisiva coreana. Ele interpreta Kang Hyun-min, uma celebridade desagradável.
Choi estrelou vários projetos em 2015. Ele co-estrelou o filme de ação histórica de Hong Kong, Dragon Blade, protagonizado por Jackie Chan, o thriller policial Helios, e o drama esportivo To the Fore, ao lado de Eddie Peng e Shawn Dou. Ele também estrelou o drama romântico chinês, Fall In Love With You Again, e foi escalado para Billion Dollar Heir, uma adaptação chinesa do drama coreano de sucesso de 2013, The Heirs. De volta à Coreia, Choi estrelou como o segundo protagonista da comédia romântica da MBC, She Was Pretty. Sua performance teve aclmação da crítica, e ele experimentou um aumento em sua popularidade. Choi lançou um single para o drama intitulado "Only You", que ficou no topo das paradas musicais. Em 2015, Choi, em cojunto com a EnterMedia Pictures (o CEO Lee Dong-hoon), comprou os direitos de Interview, webtoon da Daum de 2011, de autoria de Rude Vico.
Em outubro de 2017, Choi estrelou o drama de romance adolescente da tvN, Revolutionary Love, ao lado de Kang So-ra. Esse foi seu primeiro projeto após ser dispensado do alistamento militar obrigatório em 18 de agosto de 2017.
Em abril de 2019, Choi estrelou o drama de comédia policial da KBS, My Fellow Citizens!. Em 2020, ele estrelou um episódio da série de ficção científica, SF8.
Em 2021, Choi estrelou a websérie da TVING, Work Later, Drink Now, e fez uma participação especial no filme New Year Blues. Além de sua aparição, ele também compôs a música "Nobody but You" como parte da trilha sonora de Work Later, Drink Now. Em 2022, Choi foi escalado na série de comédia romântica da ENA, Love Is for Suckers, e voltou a atuar na segunda temporada de Work Later, Drink Now.
Em 2023, Choi teve um papel coadjuvante na série original da Netflix, Bloodhounds, e uma participação especial na série original da TVING, Death's Game.

## Outros empreendimentos

### UNICEF
Em 2019, Choi Siwon foi nomeado Embaixador Regional da UNICEF Leste Asiático e Pacífico, devido ao seu comprometimento com as questões infantis através do seu papel como representante especial da UNICEF na Coréia nos últimos anos.

## Vida pessoal
Choi se formou na Apgu Jeong High School em fevereiro de 2006 e na Universidade Inha em fevereiro de 2012, junto com seu colega Kim Ryeo-wook.
Choi é protestante devoto e disse que gostaria de se tornar um missionário. Ele frequentemente posta citações da Bíblia em suas contas no Twitter e no Weibo. Siwon também colaborou com o grupo de canto cristão, 3rd Wave Music, junto com outros artistas de K-pop.
Choi se alistou como policial em 19 de novembro de 2015. Ele foi dispensado do serviço militar obrigatório em 18 de agosto de 2017.
Em 2018, foi considerado o terceiro ídolo sul-coreano com maior patrimônio líquido, sendo o valor estimado de US$ 35 milhões.

## Discografia

### Trilhas sonoras e contribuições
| Ano  | Canção                | Álbum              |
| ---- | --------------------- | ------------------ |
| 2010 | "Worthless"           | Oh! My Lady OST    |
| 2015 | "You're the Only One" | She Was Pretty OST |

## Filmografia

### Filmes
| Ano  | Título                    | Papel                          |
| ---- | ------------------------- | ------------------------------ |
| 2006 | A Battle of Wits          | Príncipe Liang Shi             |
| 2007 | Attack on the Pin-Up Boys | Presidente do corpo estudantil |
| 2012 | I AM.                     | Ele mesmo                      |
| 2015 | Dragon Blade              | Yinpo                          |
| 2015 | Helios                    | Park Woo-cheol                 |
| 2015 | To the Fore               | Zheng Ji-won                   |
| 2021 | New Year Blues            | Namorado de Jin Ah             |
| ASA  | Lobby                     | Ma Tae-soo                     |

### Dramas de televisão
| Ano       | Título                      | Papel          | Emissora    | Notas                              |
| --------- | --------------------------- | -------------- | ----------- | ---------------------------------- |
| 2004      | Precious Family             | —              | KBS         | Participação especial              |
| 2005      | Eighteen, Twenty-Nine       | Kang Bong-man  | KBS         | Versão jovem                       |
| 2006      | Spring Waltz                | Park Sang-woo  | KBS 2TV     | —                                  |
| 2006      | Mystery 6                   | Ele mesmo      | Mnet        | —                                  |
| 2006      | Super Junior Mini-Drama     | Ele mesmo      | Mnet        | —                                  |
| 2007      | Legend of Hyang-dan         | Lee Mong-ryong | MBC         | —                                  |
| 2009      | Stage of Youth              | Shi Yuan       | CCTV2       | Participação especial              |
| 2010      | Oh! My Lady                 | Sung Min-woo   | SBS         | —                                  |
| 2010      | Athena: Goddess of War      | Kim Jun-ho     | SBS         | —                                  |
| 2011      | Poseidon                    | Kim Sun-woo    | KBS         | —                                  |
| 2011      | Skip Beat!                  | Dun He Lian    | Formosa TV  | —                                  |
| 2012      | Fall In Love With You Again | Song Chen Yi   | Hunan TV    | —                                  |
| 2012      | The King of Dramas          | Kang Hyun-min  | SBS         | —                                  |
| 2015      | Billion Dollar Heir         | Yue Xi Wang    | —           | —                                  |
| 2015      | Masked Prosecutor           | Ladrão         | KBS2        | Participação especial (Episódio 1) |
| 2015      | She Was Pretty              | Kim Shin Hyuk  | MBC         | —                                  |
| 2016      | Dramaworld                  | Ele mesmo      | Viki (site) | Participação especial              |
| 2017      | Revolutionary Love          | Byun Hyuk      | tvN         | —                                  |
| 2019      | My Fellow Citizens          | Yang Jung-Kook | KBS2        | —                                  |
| 2020      | SF8                         | Seo Min-Joon   | MBC         | Episódio 7                         |
| 2021      | Work Later, Drink Now       | Kang Buk-Gu    | TVING       | —                                  |
| 2022      | Love Is for Suckers         | Park Jae-hoon  | ENA         | —                                  |
| 2024      | DNA Lover                   | Shim Yeon-woo  | TV CHosun   | —                                  |
| 2023      | Bloodhounds                 | Hong Min-beom  | Netflix     | —                                  |
| 2023–2024 | Death's Game                | Park Jin-tae   | TVING       | Cameo, episódios 1 e 5             |
| ASA       | Billion Dollar Heir         | Yue Xi Wang    |             |                                    |

### Programas de variedade
| Ano           | Título             | Emissora | Notas                                                              |
| ------------- | ------------------ | -------- | ------------------------------------------------------------------ |
| 2010          | Running Man        | SBS      | Episódio 22, convidado especial (com Kim Min-jong)                 |
| 2012          | Running Man        | SBS      | Episódio 75, convidado especial (com Hyolyn, Minho, Sohee e Sulli) |
| 2013          | Running Man        | SBS      | Episódio 135, convidado especial (com Jackie Chan)                 |
| 2014          | Happy Together     | KBS2     | Convidado especial (com Jackie Chan, Jessica e Narsha)             |
| 2015          | Infinite Challenge | MBC      | [ 79 ]                                                             |
| 2015          | We Are In Love     | MBC      | Com Liu Wen                                                        |
| 2020          | Yacht Expedition   |          | [ 81 ]                                                             |
| 2021          | Kwak's LP Bar      |          | [ 82 ]                                                             |
| 2021–presente | My Little Old Boy  |          | Episódio 269–presente                                              |